# سوتارو ياسناغا
سوتارو ياسناغا (باليابانية: 安永 聡太郎) (20 أبريل 1976 في يوبي في اليابان – )؛ هو لاعب كرة قدم ياباني سابق كان يلعب كمهاجم.

## وصلات خارجية
- سوتارو ياسناغا على موقع الاتحاد الدولي (مؤرشف)  (الإنجليزية)
- سوتارو ياسناغا على موقع رابطة كرة القدم اليابانية للمحترفين (اليابانية)
- سوتارو ياسناغا على موقع قاعدة بيانات كرة القدم.إي يو (الإنجليزية)
- سوتارو ياسناغا على موقع Soccerway.com (الإنجليزية)
- سوتارو ياسناغا على موقع عالم كرة القدم.نت (الإنجليزية)
- سوتارو ياسناغا على موقع أوليمبيديا (الإنجليزية)